# Ejigbo
Ejigbo è una città della Nigeria in cui è suddiviso lo stato di Osun ed è capoluogo dell'omonima area a governo locale (local government area). Estesa su una superficie di 373 chilometri quadrati, conta una popolazione di 132.641 abitanti.